# Карате на Європейських іграх 2023 — до 75 кг (чоловіки)
Змагання з карате у ваговій категорії до 75 кг серед чоловіків на Європейських іграх 2023 року відбулися 23 червня 2023 року в польському місті Бельсько-Бяла, на «Арені Бельсько-Бяла». Участь взяли 8 спортсменів з 8 країн.

## Призери
| Золото                 | Срібло                | Бронза                                   |
| Андрій Заплітний (UKR) | Даніеле Де Віво (ITA) | Ерман Елтемур (TUR) Кантен Махаден (BEL) |

## Турнір

### Груповий етап

#### Група А
| Спортсмен               | Поєд. | Пер. | Н | Пор. | О | Р     | Кваліфікація       |
| ----------------------- | ----- | ---- | - | ---- | - | ----- | ------------------ |
| Ерман Елтемур (TUR)     | 3     | 3    | 0 | 0    | 9 | 18–17 | Пройшов у півфінал |
| Кантен Махаден (BEL)    | 3     | 2    | 0 | 1    | 6 | 18–13 | Пройшов у півфінал |
| Брендон Вілкінс (GBR)   | 3     | 1    | 0 | 2    | 3 | 12–13 |                    |
| Марцей Дражеський (POL) | 3     | 0    | 0 | 3    | 0 | 2–17  |                    |

|                 | Туреччина | Бельгія | Велика Британія | Польща |
| --------------- | --------- | ------- | --------------- | ------ |
| Туреччина       | —         | 10–5    | 5–2             | 3–0    |
| Бельгія         | 5–10      | —       | 6–3             | 7–0    |
| Велика Британія | 2–5       | 3–6     | —               | 7–2    |
| Польща          | 0–3       | 0–7     | 2–7             | —      |

#### Група B
| Спортсмен              | Поєд. | Пер. | Н | Пор. | О | Р    | Кваліфікація       |
| ---------------------- | ----- | ---- | - | ---- | - | ---- | ------------------ |
| Андрій Заплітний (UKR) | 3     | 3    | 0 | 0    | 9 | 7–1  | Пройшов у півфінал |
| Даніеле Де Віво (ITA)  | 3     | 1    | 0 | 2    | 6 | 10–5 | Пройшов у півфінал |
| Тіаго Дуарте (POR)     | 3     | 0    | 1 | 2    | 0 | 3–7  |                    |
| Фарід Агаєв (AZE)      | 3     | 0    | 1 | 2    | 0 | 0–7  |                    |

|             | Україна | Італія | Азербайджан | Португалія |
| ----------- | ------- | ------ | ----------- | ---------- |
| Україна     | 3–0     | 2–1    | 2–0         | —          |
| Італія      | 0–3     | —      | 5–2         | 5–0        |
| Азербайджан | 1–2     | 2–5    | —           | 0–0        |
| Португалія  | 0–2     | 0–5    | 0–0         | —          |

### Фінальна стадія
|  | Півфінали              | Півфінали              |                       |   | Фінал | Фінал |
|  |                        |                        |                       |   |       |       |
|  |                        |                        |                       |   |       |       |
|  |                        |                        |                       |   |       |       |
|  | Ерман Елтемур (TUR)    | 3                      |                       |   |       |       |
|  | Ерман Елтемур (TUR)    | 3                      |                       |   |       |       |
|  | Даніеле Де Віво (ITA)  | 4                      |                       |   |       |       |
|  | Даніеле Де Віво (ITA)  | 4                      | Даніеле Де Віво (ITA) | 3 |       |       |
|  |                        |                        | Даніеле Де Віво (ITA) | 3 |       |       |
|  |                        | Андрій Заплітний (UKR) | 3                     |   |       |       |
|  | Андрій Заплітний (UKR) | Андрій Заплітний (UKR) | 3                     | 5 |       |       |
|  | Андрій Заплітний (UKR) |                        |                       | 5 |       |       |
|  | Кантен Махаден (BEL)   | 4                      |                       |   |       |       |
|  | Кантен Махаден (BEL)   | 4                      |                       |   |       |       |